# Rhimphoctona brevicauda
Rhimphoctona brevicauda är en stekelart som först beskrevs av Sanborne 1986.  Rhimphoctona brevicauda ingår i släktet Rhimphoctona och familjen brokparasitsteklar. Inga underarter finns listade i Catalogue of Life.